# Campeonato Alemán de Fútbol 1962
El Campeonato Alemán de Fútbol 1962 fue la 52.ª edición de la máxima competición futbolística de Alemania Federal.

## Grupo 1
|    | Equipo               | PJ | PG | PE | PP | GF | GC | Pts |
| -- | -------------------- | -- | -- | -- | -- | -- | -- | --- |
| 1. | Núremberg            | 3  | 3  | 0  | 0  | 8  | 4  | 6   |
| 2. | Tasmania Berlin      | 3  | 1  | 1  | 1  | 3  | 3  | 3   |
| 3. | Schalke 04           | 3  | 1  | 1  | 1  | 5  | 6  | 3   |
| 4. | Borussia Neunkirchen | 3  | 0  | 0  | 3  | 4  | 7  | 0   |

## Grupo 2
|    | Equipo              | PJ | PG | PE | PP | GF | GC | Pts |
| -- | ------------------- | -- | -- | -- | -- | -- | -- | --- |
| 1. | Colonia             | 3  | 3  | 0  | 0  | 14 | 1  | 6   |
| 2. | Eintracht Frankfurt | 3  | 2  | 0  | 1  | 11 | 5  | 4   |
| 3. | Hamburgo            | 3  | 1  | 0  | 2  | 7  | 6  | 2   |
| 4. | FK Pirmasens        | 3  | 0  | 0  | 3  | 4  | 24 | 0   |

## Final
| Colonia | 4 – 0 | Núremberg |

|                           |
| Campeón Colonia 1° título |